# 世丰大桥
世豐大橋（韓語：세풍대교），是位于韩国全罗南道光陽市光阳邑世豐里的一座三塔斜拉桥，主跨2×220米，全长875米。

## 图集

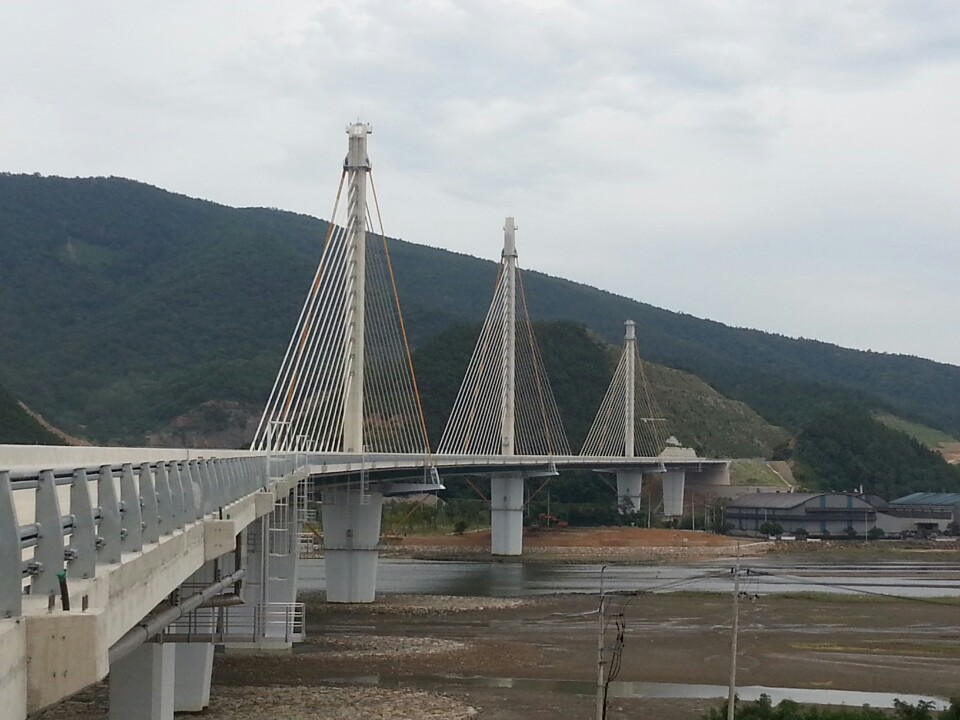
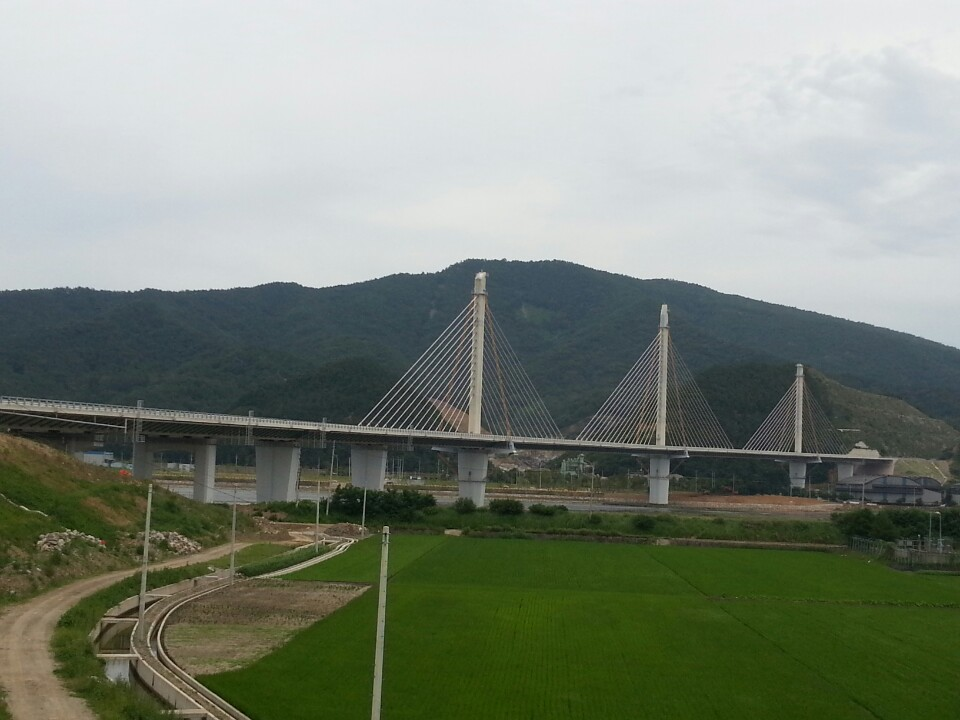
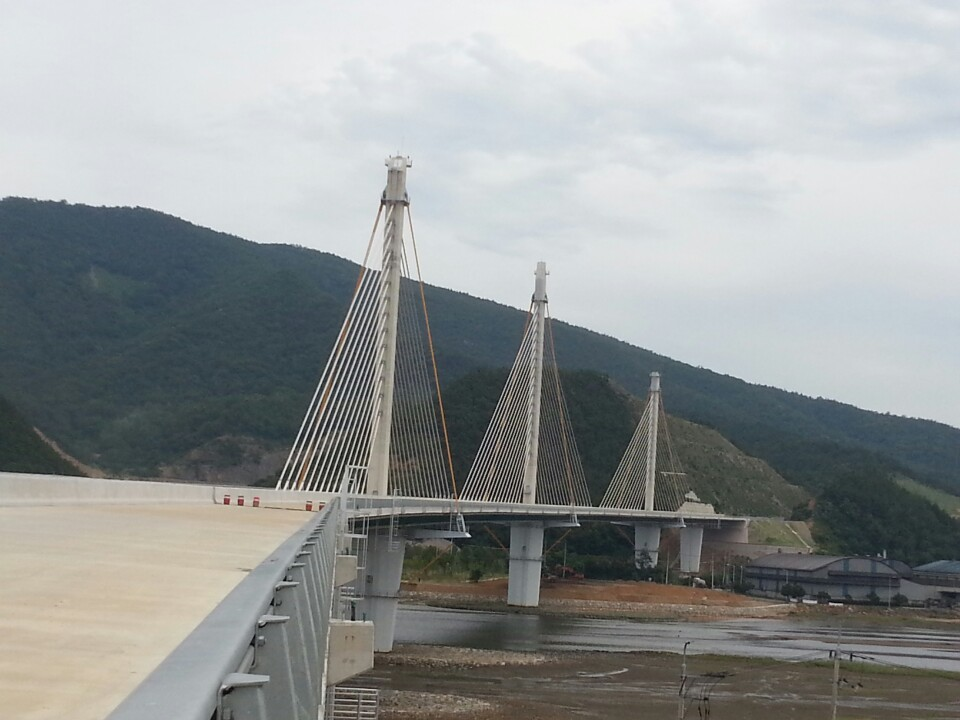